# Jeonse
Jeonse (en hangul, 전세; en hanja, 傳貰), también conocido como chŏnse, depósito de dinero clave o dinero clave, es un tipo de contrato de arrendamiento o depósito común en el mercado inmobiliario de Corea del Sur. En lugar de pagar un alquiler mensual, el inquilino realiza un depósito global por el espacio alquilado, que oscila entre el 50 % y el 80 % del valor de mercado, que luego se devuelve al final del período de arrendamiento. Los propietarios obtienen ganancias al reinvertir el depósito de jeonse, en lugar de recibir el alquiler mensual. También es posible combinar un depósito de jeonse más bajo con un alquiler mensual pequeño; esto se conoce como banjeonse (반전세; 半傳貰; lit. medio jeonse).

## Operación
El jeonse implica que el inquilino le entrega al propietario una gran suma de dinero en concepto de "dinero clave" cuando se firma un contrato de arrendamiento. La cantidad de dinero requerida depende de la economía y la ubicación de la propiedad. Por lo general, la cantidad requerida es el 50% del valor de la propiedad, pero puede llegar al 60-80%. En 2014, se informó que el costo promedio de un jeonse en Seúl equivale a casi 300.000 dólares estadounidenses. Luego, se permite al inquilino permanecer en la propiedad "sin pagar alquiler", sin necesidad de pagos mensuales adicionales, hasta el final del contrato de arrendamiento, que suele ser de 2 años. Los servicios públicos y otros costos (agua, gas, electricidad, cable, teléfono, Internet, seguridad) son solicitados y pagados por el inquilino.
Este sistema es popular tanto entre los consumidores como entre los propietarios. En primer lugar, en Corea del Sur hay muy pocas hipotecas,por lo que a los consumidores les resulta difícil ser propietarios de una vivienda. Además, los precios inmobiliarios siguen subiendo tan rápido que algunos ven la situación como una burbuja inmobiliaria.  El arrendador obtiene una rentabilidad tomando el dinero del depósito e invirtiéndolo y quedándose con todos los intereses devengados por el depósito. El depósito del inquilino está protegido mediante la emisión de un gravamen contra la propiedad por el monto entregado. El depósito completo se devuelve al inquilino al final del contrato de arrendamiento. El propietario puede tratar el depósito como un préstamo con una tasa de interés del 0% para invertir en otro capital, lo que hizo que jeonse fuera especialmente deseable en el siglo XX, cuando las tasas de interés eran muy altas.
En épocas de tasas de interés más bajas, se utiliza con más frecuencia el wolse (월세; 月貰), o alquiler mensual. Con un contrato de alquiler wolse, el inquilino firma un contrato de alquiler por 1 o 2 años y realiza un depósito por el apartamento equivalente a quizás el 10% del valor de mercado. Luego, el inquilino paga el alquiler mensual. En los casos excepcionales en que se han producido daños en la propiedad, el daño debe repararse según los estándares del propietario antes de que este devuelva el depósito.

## Historia

### Origen
El sistema jeonse tiene orígenes que se remontan a hace más de un siglo en Corea; algunos afirman que el sistema comenzó en el siglo XIX, impulsado por un tratado con Japón, pero se hizo más popular y se lo conoce como hoy en día a finales del siglo XX, particularmente en las décadas de 1960 y 1970. El sistema fue visto como una solución a la escasez de hipotecas, impulsada por las altas tasas de interés, que frenan la actividad económica. Esta situación se vio agravada por la rápida urbanización y el éxodo rural que se produjo, lo que aumentó la demanda de viviendas urbanas. Jeonse facilitó el desarrollo económico sin los medios de crédito tradicionales, lo que permitió el crecimiento urbano. 

### Contemporáneo
La era del siglo XX de altas tasas de interés y escasez de hipotecas está llegando a su fin. Las tasas de interés de Corea del Sur se han mantenido bajas durante más de una década, en el 3 por ciento o menos. Esto ha hecho que el sistema sea menos integral y beneficioso para los promotores inmobiliarios de lo que era antes, y ha fomentado el aumento de la popularidad del alquiler a través de wolse, en lugar de depósitos. Las nuevas tasas de interés bajas han revertido un poco la dinámica del jeonse, y ahora muchos inquilinos piden préstamos para el depósito en lugar de ahorrar; el interés de los préstamos cada mes a menudo puede ser menor que el alquiler a precio de mercado. Sin embargo, esto también significa que los aumentos de tasas perjudican jeonse, en lugar de ayudarlo como lo hicieron originalmente, ya que ahora son los inquilinos quienes piden dinero prestado y, por lo tanto, se benefician de las tasas bajas.

#### Cambios de política
El gobierno ha hecho esfuerzos activos para intentar alejar el mercado inmobiliario del jeonse y acercarlo al wolse, aumentando los beneficios fiscales para los inquilinos, como los créditos fiscales, y eliminando parte del apoyo financiero a quienes aún optan por el jeonse. En abril de 2022, los contratos mensuales de wolse superaron a los contratos de jeonse por primera vez, con el alquiler en un 50,4% y el jeonse en un 49,6%. Las recientes disminuciones en la participación de mercado del jeonse se deben al aumento de las tasas de interés durante la recuperación de COVID-19 y a la política gubernamental. 

## Riesgos
Como los inquilinos jeonse no están obligados a pagar ningún alquiler mensual, esto puede llevarlos a creer que jeonse es una gran oferta en todos los aspectos. Sin embargo, existe un cierto nivel de riesgos que los inquilinos deben conocer al alquilar un apartamento mediante jeonse.

### Mercado inmobiliario en alza
Los inquilinos de Jeonse están adoptando una posición financiera corta en el mercado inmobiliario. Cuando el precio del apartamento baja, el importe del depósito de jeonse se reduce proporcionalmente, aunque puede que no siempre sea así. En tales circunstancias, los inquilinos recuperarán la diferencia cuando renueven el contrato de alquiler, al menos en teoría. Sin embargo, si sus propietarios no les proporcionan la diferencia ya sea con su propio dinero o pidiendo un préstamo, los inquilinos se quedan con algunas opciones difíciles, como una demanda. Por otro lado, cuando el precio del apartamento sube, el depósito también puede aumentar, y los inquilinos deberán cubrir la diferencia cuando renueven el contrato de alquiler.
En épocas de expansión del mercado inmobiliario, o en casos de exceso de demanda, pueden producirse grandes aumentos del porcentaje del valor de la propiedad que el inquilino debe pagar. Esto ha sido caracterizado como una crisis en el pasado, concretamente en la década de 1990, cuando más de una docena de personas se vieron obligadas a suicidarse ante estos aumentos en los precios de los depósitos. Estos casos extremos se han solucionado en el pasado con grandes aumentos en la oferta de viviendas.

### Tasas de interés variables
Es una práctica común que los inquilinos de jeonse tengan listo el depósito solicitando un préstamo a un banco debido a la gran cantidad del depósito. Si solicitan un préstamo con una tasa porcentual anual (APR) variable, lo cual es bastante común, están expuestos al riesgo de un aumento de las tasas de interés. Sin embargo, los bancos pueden ofrecer una APR muy baja (2-4%) ya que el depósito puede ser utilizado como garantía.
Según el último informe del Banco de Corea, el saldo de préstamos a hogares del banco a fines de diciembre de 2020 fue de 98,8 billones de wones. En comparación con fines de diciembre de 2019, hay un aumento de 10 billones de wones, el mayor desde 2004. 

### Propietarios deshonestos
Algunos propietarios pueden tener una gran cantidad de impuestos atrasados. En tales casos, el gobierno puede poner el apartamento en subasta en un intento de cobrar los impuestos atrasados. Cuando se vende el apartamento, el gobierno recauda las ganancias atrasadas de la subasta.  Dado que los impuestos nacionales (국세) y los impuestos locales (지방세) tienen mayor prioridad que los inquilinos, estos pueden perder parte o la totalidad de su depósito, dependiendo de cuánto deban sus propietarios al gobierno.